# Servicecenter
Das Servicecenter (deutsch „Dienstleistungszentrum“) ist in der Kostenrechnung der Anglizismus für Kostenbereiche, die in einem Unternehmen für andere Kostenstellen Dienstleistungen erbringen, ohne selbst unmittelbar an der Produktion beteiligt zu sein.

## Allgemeines
Als Pionier des „Shared Serve Centers“ (deutsch „gemeinsames Dienstleistungszentrum“) gilt General Electric, die 1985 ihr Rechnungswesen von 50 Standorten auf vier Shared Service Centers konzentrierte. Servicecenter stellen interne Dienstleistungen für andere Organisationseinheiten desselben Unternehmens bereit. Die Dienstleistungen reichen vom Rechnungswesen über die Finanzierung, das Personalwesen bis hin zur Logistik. Servicecenter können als Organisationseinheit innerhalb des Unternehmens oder als Tochtergesellschaft eines Konzerns fungieren. In der letztgenannten Form ist beispielsweise die 1997 gegründete Siemens Financial Services nicht nur für den Siemens-Konzern, sondern auch für konzernfremde Unternehmen tätig.
Beispiele für eine „typische“ Tätigkeit eines Servicecenters sind der für eigene Betriebszwecke dienende Werkzeugbau eines Automobilherstellers oder ein passiv fungierendes Callcenter als Servicedienstleister für Kunden.

## Center-Konzept
Das Center-Konzept umfasst neben dem Servicecenter auch das Costcenter und das Profitcenter. Einige Autoren erweitern das Konzept um Revenue-Center und Investmentcenter. Das Revenue-Center ist ein Bereich mit Verantwortung für die zu erzielenden Umsatzerlöse oder Erträge, das Investmentcenter besitzt Entscheidungskompetenzen für Investitionen und Desinvestitionen.
Die Personalabteilung kann beispielsweise nach dem Center-Konzept in die drei Segmente Costcenter, Servicecenter und Profitcenter aufgeteilt werden. Hierdurch können die einzelnen Center-Arten gegeneinander abgegrenzt werden.

## Abgrenzungen
Lässt sich die Leistung der Personalabteilung am Markt nicht absetzen, wird hieraus ein Costcenter geformt. Ist die Leistung marktfähig, soll aber auf dem externen Markt nicht angeboten werden, bildet dieser Teil ein Servicecenter. Wird die Leistung auf dem externen Markt dagegen angeboten, gehört dieser Bereich zum Profitcenter. Im Hinblick auf den Betriebsabrechnungsbogen zählt das Servicecenter zu den Hilfskostenstellen. Das Servicecenter erbringt Leistungen für andere Kostenstellen (bzw. Unternehmensbereiche), die unternehmensintern über die innerbetriebliche Leistungsverrechnung verrechnet werden.
Während das Cost- und Servicecenter bei kleinen und mittleren Unternehmen angewandt werden kann, eignet sich das Profitcenter eher nur für Großunternehmen.